# Dichostates quadrisignatus
Dichostates quadrisignatus är en skalbaggsart som beskrevs av Hintz 1912. Dichostates quadrisignatus ingår i släktet Dichostates och familjen långhorningar. Inga underarter finns listade i Catalogue of Life.